# アードルフ・シェルフ
アードルフ・シェルフ（Adolf Schärf、1890年4月20日 - 1965年2月28日）はオーストリアの政治家。1957年から、亡くなる1965年までオーストリア大統領であった。